# Microporella cucullata
Microporella cucullata är en mossdjursart som beskrevs av Canu och Bassler 1928. Microporella cucullata ingår i släktet Microporella och familjen Microporellidae. Inga underarter finns listade i Catalogue of Life.